# Ahmed El Sharaby
Ahmed Mohey El Sharaby Ezzat, soprannominato il Giaguaro (in arabo أحمد الشربى‎?; Roma, 5 giugno 1993), è un karateka italiano.

## Biografia
Di origini egiziane ma cresciuto nella frazione romana di Acilia, ha vinto la medaglia di bronzo nel kumite a squadre ai mondiali di Madrid 2018, gareggiando con i connazionali Rabia Jendoubi, Nello Maestri, Luca Maresca, Simone Marino, Michele Martina e Andrea Minardi.
Si è aggiudicato la medaglia di bronzo ai mondiali universitari di Kōbe 2018 nel torneo dei -75 chilogrammi.

## Palmarès
- Mondiali

Madrid 2018: bronzo nel kumite a squadre;
- Mondiali universitari

Kōbe 2018: bronzo nei -75 kg.